# Nobuaki Yanagida
Nobuaki Yanagida (japanisch 柳田 伸明 Yanagida Nobuaki; * 9. Dezember 1970 in der Präfektur Tokio) ist ein ehemaliger japanischer Fußballspieler.

## Karriere
Yanagida erlernte das Fußballspielen in der Universitätsmannschaft der Sōka-Universität. Seinen ersten Vertrag unterschrieb er 1993 bei Fujitsu. Der Verein spielte in der zweithöchsten Liga des Landes, der Japan Football League. 1997 wechselte er zum Ligakonkurrenten Mito HollyHock. Ende 1998 beendete er seine Karriere als Fußballspieler.
2015 wurde Yanagida Trainer von Ōita Trinita.